# Mario Pollhammer
Mario Pollhammer (* 20. Juni 1989) ist ein österreichischer Fußballspieler auf der Position eines Abwehrspielers.

## Karriere
Pollhammer begann seine Karriere 1997 bei der Union Kirchberg/Raab in der Steiermark. 2002 wechselte er zum SC St. Margarethen/Raab, wo er 2004 in die erste Mannschaft geholt wurde und dort in der steirischen Unterliga Süd (sechsthöchste österreichische Spielklasse) zum Einsatz kam. 2007 ging es für den rechten Verteidiger weiter zum Regionalligisten USV Allerheiligen. Sein Debüt in der Regionalliga gab er gegen den FC Wels am 17. August 2007, als er sich in der 28. Minute verletzte und für Martin Sternad ausgewechselt wurde. Das Spiel wurde 3:2 gewonnen. Sein erstes Tor erzielte er am 16. März 2008 im Steirerderby gegen den Grazer AK. Nach zwei weiteren Saisonen in der Südsteiermark wurde er vom Grazer AK verpflichtet.
Bei den „Rotjacken“ machte Pollhammer unter Trainer Peter Stöger einen guten Eindruck und wurde in der darauffolgenden Saison vom Bundesligisten SC Wiener Neustadt verpflichtet. Dort gab er sein Debüt in der höchsten österreichischen Spielklasse am 16. Juli 2011 gegen den SV Mattersburg, als er durchspielte. Der Abwehrspieler reifte zum Stammspieler bei den Wiener Neustädtern. Zum Ende der Saison 2014/15 wurde sein Vertrag beim SC Wiener Neustadt nicht verlängert, worauf Pollhammer zum SC Ritzing in die Regionalliga Ost wechselte. Nach dem Rückzug der Ritzinger aus der Regionalliga im Sommer 2017 wurde er vom Regionalligisten FC Gleisdorf 09 verpflichtet.
Zur Saison 2019/20 wechselte er zu seinem Jugendklub SC St. Margarethen/Raab in die sechsthöchste Spielklasse. Mit St. Margarethen stieg er 2022 in die Oberliga auf. Insgesamt absolvierte er für den Klub 59 Ligaspiele. Im Jänner 2023 schloss Pollhammer sich dem Regionalligisten USV St. Anna an.